# Domenik Schierl
Domenik Schierl (* 20. Juli 1994) ist ein österreichischer Fußballtorwart.

## Karriere
Domenik Schierl begann beim TSV St. Johann mit dem Fußball und wechselte im Dezember 2007 nach Salzburg in die Akademie des FC Red Bull Salzburg. Dort durchlief er die Nachwuchsklassen und wurde 2011 zweiter Tormann hinter Thomas Dähne bei den Red Bull Juniors und danach beim FC Liefering. Am 16. August 2013 gab er sein Erste-Liga-Debüt im Tor des FC Liefering beim 3:0-Heimsieg gegen den SV Horn.
Zur Saison 2014/15 wechselte er zum SC Wiener Neustadt in die Bundesliga. Mit Neustadt musste er 2015 aus der Bundesliga absteigen. Nach vier Jahren in der zweithöchsten Spielklasse musste man diese 2019 aufgrund eines Zwangsabstiegs verlassen.
Daraufhin wechselte er zur Saison 2019/20 zum Zweitligisten SC Austria Lustenau, bei dem er einen bis Juni 2020 laufenden Vertrag erhielt.

## Erfolge
- Meister der Regionalliga West 2013 (FC Liefering)
- Aufstieg in die Erste Liga